# Moerig materiaal
Moerig materiaal is een bodemkundig begrip waarmee bodemmateriaal wordt aangeduid waarin de minerale component in zeer geringe mate is vertegenwoordigd. Moerig materiaal bevat veel organische stof. Het moerige materiaal wordt ingedeeld op basis van de gehaltes aan organische stof, lutum en de fractie 2-2000µm (zand en silt samen). Hierbij worden onderscheiden veen, zandig veen, kleiig veen, venig zand en venige klei.
Naast moerig materiaal kan er in de bodem ook mineraal materiaal voorkomen. Dit begrip verwijst naar bestanddelen van de bodem van minerale oorsprong. Mineraal materiaal kan humusarm, humeus en humusrijk zijn en wordt verder ingedeeld op basis van de textuur.